# Khonogor
Khonogor (en rus: Хоногор) és un poble de la república de Sakhà, a Rússia, que el 2014 tenia 735 habitants, pertany al districte de Borogontsi.